# Marian i Jakub z Numidii
Marian i Jakub z Numidii (zm. 6 maja 259 w Lambesis) – męczennicy wczesnochrześcijańscy, święci.
Posługiwali w Kościele jako lektor i diakon. Zostali ujęci w ramach prześladowań chrześcijan za panowania cesarza Waleriana. Osądzeni i skazani przez władze rzymskie w Lambesis, zginęli poprzez ścięcie 6 maja 259.
Data wspomnienia wg dawnego Martyrologium Rzymskiego przypada 30 kwietnia – stąd data imienin Mariana i Jakuba. Najnowsze wydanie proponuje przesunięcie na właściwą datę śmierci 6 maja. Zachował się opis męczeństwa Mariana i Jakuba tzw. Passio.